# Fujiwara no Koretada
Fujiwara no Koretada (japanski 藤原 伊尹, ふじわら の これただ/これまさ) (2. godina Enchōa / 924. – 1. dan 12. mjesec 3. godina Tenrokua / 14. prosinca 972.) je bio japanski državnik, dvorjanin, političar i waka pjesnik iz razdoblja Heiana. Poznat je također pod imenima Fujiwara no Koremasa, Fujiwara no Kentokuko, Ichijō sesshō i Mikawa-kō.  Najstariji je sin Fujiware no Morosukea.
Imao je četvero braće. Kaneiu, Kinsuea, Kanemichija i Tamemitsua. Nakon smrti strica Fujiware no Saneyorija 970. godine postao je glavarom klana Hokkea, ogranka klana Fujiware.